# 4450 Pan
För andra betydelser, se Pan (olika betydelser).
4450 Pan eller 1987 SY är en asteroid i huvudbältet som upptäcktes den 25 september 1987 av det amerikanska astronom paret Eugene M. och Carolyn S. Shoemaker vid Palomar-observatoriet. Den är uppkallad efter Pan i den grekiska mytologin.
Den tillhör asteroidgruppen Apollo.